# Peloteos
Peloteos (llamado popularmente Los Peloteos) es una localidad y pedanía española perteneciente al municipio de Lecrín, en la provincia de Granada. Está situada en la parte suroriental de la comarca del Valle de Lecrín. Cerca de esta localidad se encuentran los núcleos de Béznar, Talará, Mondújar, Murchas, Chite, Lanjarón, Pinos del Valle e Ízbor.

## Historia
La localidad de los Peloteos se fundó en la segunda mitad del siglo XX, al mismo tiempo que el embalse de Béznar. Este anejo fue habitado inicialmente y casi en su totalidad por familias que vivían en el antiguo Barrio Bajo de Béznar, que fue expropiado debido a la construcción del embalse. Su peculiar nombre proviene de la denominación del pago (paraje) en el que se asienta.
Las casas se edificaron en plena naturaleza y sobre terrenos procomunales. Originalmente constaba de cuarenta y cuatro viviendas distribuidas en dos calles inclinadas con una plaza en la que se situó un pequeño santuario en honor a la Santísima Trinidad.
El territorio donde se asienta Los Peloteos pertenece al municipio beznero. En 1967 se fusionaron los municipios de Acequias, Chite, Mondújar, Murchas y Talará en uno solo que denominaron Lecrín, recayendo la capitalidad municipal en el núcleo talareño; seis años más tarde se incorporó Béznar.

## Demografía
Según el Instituto Nacional de Estadística de España, en el año 2022 Peloteos contaba con 65 habitantes censados.

## Comunicaciones
La localidad está muy bien comunicada por carretera, junto a la autovía A-44, a medio camino entre Granada y la costa, y en el comienzo de la carretera A-348, que atraviesa toda la comarca de la Alpujarra, desde Lanjarón hasta cerca de la ciudad de Almería.

## Cultura

### Fiestas
Las fiestas de los Peloteos se celebran anualmente el domingo anterior al Corpus Christi, cuando los lugareños y visitantes mantienen la tradición de festejar la Santísima Trinidad, que se adorna con flores, collares y rosarios.